# تياجو
تياجو (12 يوليو 1987 بليناريس في البرازيل - ) (بالبرتغالية: Thiago Santos‏) هو لاعب كرة قدم برازيلي في مركز الهجوم. لعب مع ليرس ونادي كوريتيبا وDuque de Caxias Futebol Clube ‏ وUlsan Hyundai Mipo Dockyard FC ‏ ونادي ريو كلارو فوتيبول ونادي فريبورغنزيه الرياضي وAEP Paphos FC ‏.

## وصلات خارجية
- تياجو على موقع قاعدة بيانات كرة القدم.إي يو (الإنجليزية)
- تياجو على موقع Soccerway.com (الإنجليزية)